# Млинисько (Воломінський повіт)
Млинисько (пол. Młynisko) — село в Польщі, у гміні Страхувка Воломінського повіту Мазовецького воєводства.
Населення — 93 особи (2011).
У 1975-1998 роках село належало до Седлецького воєводства.

## Демографія
Демографічна структура станом на 31 березня 2011 року:
|          | Загалом | Допрацездатний вік | Працездатний вік | Постпрацездатний вік |
| -------- | ------- | ------------------ | ---------------- | -------------------- |
| Чоловіки | 52      | 12                 | 34               | 6                    |
| Жінки    | 41      | 7                  | 23               | 11                   |
| Разом    | 93      | 19                 | 57               | 17                   |